# Riidamäe
Riidamäe – wieś w Estonii, w prowincji Harju, w gminie Kõue.